# いわてグルージャ盛岡
いわてグルージャ盛岡（いわてグルージャもりおか、西: Iwate Grulla Morioka）は、日本の岩手県内全市町村（14市15町4村）をホームタウンとするサッカークラブ。Jリーグ加盟を目指すクラブの1つである。日本フットボールリーグ（JFL）所属。

## 概要
クラブ名のグルージャ（Grulla）は、スペイン語で「鶴」の意味で、盛岡藩藩主南部氏の家紋「向鶴」と、盛岡の名物「じゃじゃ麺」、この地方の方言に多く含まれる「じゃ」の響きに因んでいる。107通の一般公募の中から決定された。クラブエンブレムは、赤地の盾形の中央に向鶴を配したもの。ホームスタジアムはいわぎんスタジアム、練習場はつなぎ多目的運動場。マスコットは折鶴をモチーフとしたキヅール。
メインカラーは日本のクラブでは珍しく白を採用しており、チーム名の由来でもある『鶴』の色､そして北国の冬の厳しさを乗り越え､強くたくましく羽ばたく岩手スピリットを表現している。
Jリーグ加盟当初は盛岡市のみをホームタウンとしていたが、2017年6月に北上市をホームタウンに加え、2017年12月に陸前高田市を除く県内全市町村をメインのホームタウン自治体に加え、岩手県全県へホームタウンを拡大した。陸前高田市については、2011年の東日本大震災以降復興支援活動を行い、同市と友好協定を締結している川崎フロンターレとの関係性を考慮し、メインのホームタウン自治体への追加は見送っていた が、川崎フロンターレのホームゲームイベントにキヅールが参加する など関係を深め、陸前高田市との協議を経て、2018年12月に1年遅れで陸前高田市をホームタウンに加え、岩手県の全自治体をホームタウンとした。
2018年12月4日、県内全域をホームタウン化したことを踏まえて、2019年シーズンよりクラブ名を「グルージャ盛岡」から「いわてグルージャ盛岡」（英語: IWATE GRULLA MORIOKA）に変更（チーム名略称も盛岡から岩手に変更）し、エンブレムを改めることを発表した。新たなエンブレムは向鶴を配した従来のデザインを踏まえつつ、外周を岩手県の形を表す非対称六角形に、その内側を白地とした。

## 歴史

### 前史
2003年
12月、「特定非営利活動法人Jリーグチームを盛岡に作る会」が発足。盛岡商業高校、盛岡中央高校出身者により2000年に創設されたヴィラノーバ盛岡を改組してグルージャ盛岡が発足した。
2004年
市原元選手の武藤真一が監督兼任選手に就任すると共に、水戸から金子剛、桜井鐘吾、池田光忠らが加入。東北社会人サッカーリーグ2部北ブロックで優勝し、東北リーグ1部に昇格した。

### 2005年 - 2013年（東北リーグ1部）
2005年
チーム初の外国人選手で元U-17カメルーン代表のディディエ・コウアカム、元ベガルタ仙台の西洋祐、元モンテディオ山形の大瀧直也など獲得。東北リーグ1部で初優勝、全国地域リーグ決勝大会は1次ラウンドを1勝1敗の成績で1次ラウンド敗退となった。
2006年
前年末に選手への給料や業者への未払金が1,000万円に達していることが明らかになり、経営陣と武藤が辞任し、岩手県紫波町出身の吉田暢が監督に就任した。また、同じく紫波町出身で元サガン鳥栖の佐藤大実を獲得。東北リーグ1部は2位の成績。
2007年
吉田体制2年目。スーパーアドバイザーの八重樫茂生が富士通サッカー部の総監督を務めていた当時の所属選手今井敏明がチャイニーズタイペイ代表の監督をしていたつながりから同代表GKの呂昆錡が入団した。4月30日にチャイニーズタイペイ代表との親善試合が盛岡南公園球技場で行われた（4-0で勝利）。東北リーグ1部で2年ぶりに優勝、全国地域リーグ決勝大会は2戦2敗の成績で1次ラウンドで敗退。
2008年
吉田体制3年目。守備面の強化を課題に挙げ、石井雄真ら12人の選手を獲得。東北リーグ1部は12勝2分の成績で2連覇。第32回全国地域サッカーリーグ決勝大会は2年連続で1次ラウンド敗退となった。岩手県サッカー選手権大会で優勝して天皇杯に県代表として3年ぶりに出場。1回戦の山形大学戦で岩手県勢初勝利を挙げた。
2009年
吉田体制4年目。大船渡市出身で元ベガルタ仙台の中田洋介を獲得。西洋祐、大瀧直也、三戸雄志などもチームに復帰した。4月10日運営組織をNPO法人から株式会社（いわてアスリートクラブ）に移行。チーム顧問に八重樫茂生、チームアドバイザーに盛岡商業高校サッカー部監督の斎藤重信が就任した。東北リーグ1部で3年連続の優勝。第33回全国地域サッカーリーグ決勝大会は3年連続で1次ラウンド敗退となった。
2010年
吉田体制5年目。徳島ヴォルティス元主将のGK島津虎史を獲得、その他徳島からレンタル移籍の菅原康太、大原卓丈など11名の選手が入団。また、練習環境の向上を掲げて夜間練習から日中の午前練習に移行しシーズンをスタートした。天皇杯は2回戦で札幌と対戦し敗退。東北リーグ1部は4年連続の優勝。第34回全国地域サッカーリーグ決勝大会は4年連続で1次ラウンド敗退となった。シーズン終了後に中田洋介が引退した。
2011年
吉田体制6年目。3月11日に発生した東日本大震災の影響で東北リーグ開幕が延期。チームは被災地へ出向き、瓦礫撤去などのボランティア活動を行った。4月17日、横浜FCと練習試合（30分ハーフ）を行う（0-2で敗北）。会場の岩手県営運動公園陸上競技場には被災地から招待した小中学生を含む約13,500人の観客が入った。東北リーグは2位。第47回全国社会人サッカー選手権大会は2回戦でSC相模原に敗退。シーズン終了後に吉田が監督を退任した。
2012年
昨年度コーチを務めた鳴尾直軌が監督に就任。
2013年
鳴尾体制2年目。8月20日にJリーグ準加盟クラブとして承認された。東北リーグ1部で3年ぶりにリーグ優勝。第49回全国社会人サッカー選手権大会で準優勝、第37回全国地域サッカーリーグ決勝大会で初優勝した。
12月2日、Jリーグ入会が承認され、2014年のJ3リーグ参加が決定した。

### 2014年 - 2021年（J3）
2014年
クラブスローガン：「Change & challenge 変革そして挑戦」
鳴尾体制3年目。リーグ戦は開幕直後3連勝で一時リーグ首位に立ち、12チーム中5位でシーズンを終えた。天皇杯は1回戦で関東リーグ・浦安SCに敗れた。
2015年
クラブスローガン：「進化 Evolution」
鳴尾体制4年目。福岡から畑本時央、鳥取から森英次郎と住田貴彦、富山から木村勝太、福島から益子義浩、鹿児島から谷口堅三、JFL・SP京都FCから田端信成、北信越1部・サウルコス福井から阿部優、北信越1部・JAPANサッカーカレッジから花田力、タイ・ナコーンラーチャシーマーFCから小井手翔太、アルビレックス新潟シンガポールから石川雅博を獲得。山形から谷村憲一、長崎からチョン・フンソンを期限付き移籍で獲得。
3月に土井康平が京都に期限付き移籍。4月にドイツ5部・SVゴンセンハイムから井上丈、新潟県リーグ・グランセナ新潟FCから齋藤恭志を獲得。7月にチョン・フンソンが退団。札幌から工藤光輝を期限付き移籍で獲得。8月に長野から高慶汰を期限付き移籍で獲得。9月にモンテネグロ・FKロヴチェンから豊嶋邑作を獲得した。
リーグ戦は13チーム中11位でシーズンを終えた。天皇杯は1回戦で町田に敗れた。シーズン終了後、鳴尾が監督を退任した。
2016年
クラブスローガン：「一岩」
新監督に前ユニバーシアードサッカー日本代表監督・元明治大学体育会サッカー部監督の神川明彦が就任。福岡から牛之濱拓、長野から土井良太、YS横浜から梅内和磨、JFL・MIOびわこ滋賀から安楽健太、東京武蔵野シティFCから土井秀徒を完全移籍で、町田から垣根拓也を期限付き移籍で獲得。土井康平が期限付き移籍から復帰、谷村憲一が完全移籍に移行、工藤光輝の期限付き移籍期間が延長された。また明治大学から鈴木達也、関東学院大学から土館賢人、久保海都が加入した。
3月に元サウルコス福井の笠原淳、6月に特別指定選手として富士大学の鈴木一朗が加入。夏の移籍期間には横浜FCから石井圭太を東京Vから郡大夢を育成型期限付き移籍で獲得、元群馬の八角大智が新加入した。一方で3月に土井秀徒、4月に高瀬証、9月に齋藤恭志が双方合意の契約解除により退団した。
リーグ戦は16チーム中13位で終了、天皇杯は2回戦で仙台に勝利したが、続く3回戦でHonda FCに敗れた。
シーズン終了後、神川が契約満了により監督を退任。松田賢太が現役を引退、小林亮太、土井良太、高橋悠馬、横山卓司、豊嶋邑作、飯山悠吾が契約満了、郡大夢（東京Vへ復帰→G大阪へ期限付き移籍）、工藤光輝は期限付き移籍期間満了で退団、牛之濱拓が栃木SCへ完全移籍した。
2017年
クラブスローガン：「Restart」
新監督にナショナルトレセンの東北担当を務めた菊池利三が就任。福島から金弘淵、ブリオベッカ浦安から中島宏海、相模原から岩渕良太を完全移籍で、町田から福田友也を期限付き移籍で獲得。垣根拓也が完全移籍に移行。桐蔭横浜大学から田中憧、今関耕平、立教大学から菅本岳が加入した。7月に仙台から差波優人が、8月に上海上港集団足球倶楽部から楊帆が期限付き移籍で加入した。
リーグ戦は17チーム中15位で終了、天皇杯は2回戦で浦和に敗れた。
林勇介、森英次郎が現役を引退、金弘淵、井上丈、守田創、八角大智が契約満了、楊帆、差波優人が期限付き移籍期間満了で退団、垣根拓也、谷口堅三、岩渕良太が藤枝、土館賢人がYS横浜へ完全移籍した。
2018年
クラブスローガン：「繋（つなぐ）」
菊池体制2年目。G大阪から嫁阪翔太、沼津から白石智之、田中舜、河津良一、鳥取から稲森克尚、いわきFCから高柳昂平を完全移籍で、湘南から宮市剛、呂薛安を期限付き移籍で大宮から山田陸、藤沼拓夢、大分から江頭一輝を育成型期限付き移籍で獲得。福田友也が完全移籍に移行。岐阜経済大学から谷口海斗、大阪体育大学から太田賢吾、中国から高校卒の陳運華が加入した。5月に小谷光毅を完全移籍で獲得。6月にユース所属の清水敦貴、関龍聖を2種登録。水戸から小泉勇人を育成型期限付き移籍で獲得。8月には中国超級・河北華夏幸福から余善文を完全移籍で獲得。
リーグ戦は17チーム中13位で終了、天皇杯は1回戦で流通経済大学に敗れた。
田中舜、高柳昂平、稲森克尚、久保海都、安楽健太が現役を引退、谷村憲一、今関耕平、田中憧、益子義浩、畑本時央、余善文が契約満了、小泉勇人、藤沼拓夢、山田陸が期限付き移籍期間満了で退団、白石智之が富山、小谷光毅が秋田、河津良一が八戸へ完全移籍した。
2019年
菊池体制3年目。横浜FCから石井圭太、山形から射庭康太朗、山口から廣田隆治、水戸から木下高彰、群馬から吉田直矢、相模原から麦倉捺木、米原祐、秋田から深井脩平、いわきFCから菊池将太、オーストラリアウロンゴン・ユナイテッドFCから櫛田一斗を完全移籍で、岐阜から薮内健人を期限付き移籍で獲得。大分から育成型期限付き移籍中の江頭一輝は育成型期限付き移籍延長。宮市剛が完全移籍に移行。日本体育大学から平川元樹が加入した。ユース所属の清水敦貴がトップチームに昇格。
前半戦では、第13節ホーム福島戦が雷雨のため中止、後半戦途中のJ3リーグ戦中断期間の8月に延期となったため、前半戦終了時（第17節終了時）には他チームより1試合少ない状態ながら6勝2分8敗、12位と勝点20で並ぶ15位だった が、後半戦では第22節からJ3リーグワーストタイ記録となる8連敗を喫するなど、振替試合以外の全17試合未勝利の3分14敗で、最終的に7勝5分22敗の勝点26、17位のG大阪U-23に勝点差9の最下位に終わった。
同年限りで、菊池利三が監督を退任した。
2020年
新監督として、かつて京都や町田で監督を務めた秋田豊が就任。また、ボルシア・ドルトムントと、育成部門の発展とアカデミー選手およびスクール生に対するサポートを主な目的とした、3年間にわたるパートナーシップ協定を締結した。
2021年
秋田体制2年目。山形からDF小野田将人、金沢からMF西田恵が期限付き加入。期限付き加入中だったFWブレンネルとMF中野雅臣が完全移籍に移行。金沢からMF西田恵、C大阪からDF田平起也、松本からFW韓勇太が期限付き加入、MF加々美登生など7名が新加入。夏の移籍時期にはFC東京からGK野澤大志ブランドン、相模原からFW和田昌士が期限付き加入。
シーズン後半は僅か1敗という好成績でリーグ戦を戦い抜き、優勝・昇格争いに加わる。最終節で沼津と引き分けて優勝は逃したが、2位を確定してチーム史上初のJ2昇格を決めた。

### 2022年（J2）
2022年
秋田体制3年目。J2リーグ開幕戦アウェー千葉戦に1-0で勝利すると、第7節終了時点でも3勝2分2敗の6位と快進撃を続けていた。
しかし第8節から第14節まで7連敗し、第13節終了時には一気にJ3降格圏の21位まで転落。第15節大宮戦で8試合ぶりに勝利するも、次の第17節 で敗れついに最下位に転落、そこから3連敗する。
第20節甲府戦でようやくJ2ホーム初勝利すると、そこから6戦負けなしで19位まで再浮上するが、第25節以降、アウェーで首位横浜FCを3-0で下す金星こそ挙げたものの、直後の5連敗など10試合で1勝1分8敗で再び21位に転落、第35節水戸戦でホーム2勝目を挙げたが、その後引き分けを挟んで3連敗2回でシーズン終了まで7試合勝利なし。
第41節、残留を争っていたザスパクサツ群馬に1-5と完敗したことにより21位以下が確定（その後10月25日公表のJ2ライセンス交付結果により、J3上位で昇格案件の2位以内に残れる可能性があるクラブがすべてJ2ライセンス以上を交付されることが確定したため、正式にJ3への1年での降格が決定した）。結果は9勝7分26敗の22位。得点は最も少なかった栃木より3多いリーグワースト2位の35だった一方、失点は次に少ない金沢より11多いリーグワーストの80、得失点差は次に悪い琉球の-24を大きく引き離す同年リーグワーストの-45。3連敗を3度、5連敗、7連敗を1度ずつ喫した一方、連勝は1度もなかった。秋田監督はシーズン終了をもって退任した。
2022年10月24日、秋田が運営会社の「株式会社いわてアスリートクラブ」代表取締役社長兼オーナー に就任することが発表された。1993年のJリーグ発足以後、加盟クラブの運営会社の社長に就く元選手はセレッソ大阪の森島寛晃や、北海道コンサドーレ札幌の野々村芳和（2022年現・Jリーグチェアマン）の例がある。
これに伴い、現在NOVAホールディングスが保有する株式・51.4%のうち、33.4%を秋田自らが保有し、稲吉正樹はオーナーを辞するが、引き続きNOVAはメインスポンサーとしてクラブの経営に携わるとしている。稲吉は「今回の決定は（Jリーグライセンスに基づく特例規定を活用した）新スタジアムの建設期間のタイムリミットが近づいてきている今、まさに「県民一岩（一丸）」の機運が必要と判断したため」としている。

### 2023年 - 2024年（J3）
2023年
元アトランタ五輪U-23日本代表として活躍し、2015年にはSC相模原の監督も務めた松原良香が監督に就任した が、9月20日に目標に届かないなどの理由で解任となった。後任は中三川哲治ユース監督が就任した。
8月15日、元日本代表　那須大亮の1週間限りの加入が発表された。
ホームゲームでは「秋田豊シート」を導入。
15勝9分14敗の10位でシーズン終了。
2024年
初参加となったYBCルヴァンカップでは初戦でJ2栃木に勝ったものの2回戦でJ1セレッソ大阪に敗退。
J3リーグ戦では開幕から5試合未勝利、第7、9節で勝利したものの、4月28日第11節アウェー福島戦ではJ3最多失点記録となる0-9 の大敗を喫し、第13節アウェー八戸戦に1-4で敗れシーズン2度目の3連敗で最下位に転落。5月8日、監督の中三川哲治がヘッドコーチに降格、後任監督にGMである神野卓哉が就任した。
秋田豊社長はこの人事について中三川が長く監督を務めていることで選手に甘えが出てきている、0-9の敗戦が理由としている。
その後連敗は5まで延び、第17節ホーム長野戦で8試合ぶりの勝利を挙げたものの、前半戦終了時点で3勝4分12敗の勝点13で最下位。前述の長野戦直後から6試合勝利なし（1分5敗）で夏のリーグ戦中断期間に入り、再開直後の第24節ホーム沼津戦で0-3と完敗し3連敗となった翌日の8月18日、神野監督が辞任し星川敬が監督に就任したものの、連敗はシーズン2度目の5まで伸び10試合勝利なしで最下位を独走、第28、29節と第33節以降は19位との勝ち点差が10にまで広がる。
2024年11月3日の第35節の結果、JFL自動降格圏となるJ3最下位が確定した。その後、JFL優勝クラブである栃木シティFCが成績、観客動員数いずれもJリーグ参入への審査項目を充足したことにより、同月17日に来季のJリーグ入会（J3昇格）が決定し、同時にいわてグルージャ盛岡のJリーグ資格喪失による退会（来季のJFL降格）も決定した。グルージャは東北社会人リーグからJ3に参入しており、初のJFLとなる。
最後は8試合勝利なし（4連敗→引き分け→3連敗）でシーズン終了。5勝7分26敗の勝ち点22だった。なお、80失点、得失点差−53、一試合当たりの勝ち点0.58は、かつて在籍したU-23チームやJリーグ・アンダー22選抜を含めてもJ3歴代ワーストの数字となってしまった。
11月25日、秋田が保有するいわてアスリートクラブの株式33.4％がNOVAホールディングスに譲渡され、代表取締役社長兼オーナーから退任。NOVAホールディングスの保有株は全体の51.4%となり、経営権を再取得した。

### 2025年 - （JFL）
星川が監督を続投。

## ホームスタジアムの整備
ホームスタジアムであるいわぎんスタジアムは、収容人員が4,938人だが、そのうち椅子席はメインスタンドと、ゴール裏に1500弱であり、残りは芝生席である。これは収容人員10,000人以上かつ椅子席が8,000人以上というJ2基準を満たしておらず、個席5,000人以上という2023年12月の条件付き緩和基準も満たしていない。かつてはナイター開催に必要な照明設備が設置されておらず、J3昇格後もナイトゲームをホームで開催できなかった。
クラブは2020年9月に、特例規定（ライセンス取得後3年以内に既存施設の改修を完了させるか、昇格後5年以内にホームスタジアムを「Jリーグが掲げる理想のスタジアム」の要件を満たすスタジアムとすること）を適用したJ2ライセンスの申請が承認された。

### 照明設備
照明設備に関してはJリーグが2016年に改正したスタジアムの整備条件において、2022年6月までに一定の基準を充足した照明設備が設置されない場合は日本フットボールリーグ（JFL）への強制降格がありえたため、スタジアムの整備に向けた署名活動を実施し、2019年6月にクラブが14万人分の署名と要望書を岩手県と盛岡市に提出した。
2020年10月から2021年3月の予定で、Jリーグの開催要件に定める照明塔の設置工事を実施し、2021年6月から使用を開始した。この照明設備設置事業費の一部については、いわてグルージャ盛岡の主要株主であるNOVAホールディングス及び関連会社からの企業版ふるさと納税を活用している。改修工事のため、J2昇格後最初のホームゲームとなる、2022年J2第5節の栃木SC（3月20日）、第6節のレノファ山口FC（同26日）の2試合については、北上総合運動公園陸上競技場（入場可能人数6388人=メインスタンドを除き芝生席）で開催することになった。

### 改修か新設か -迫る期限-
グルージャが2022年シーズンにJ2昇格を果たしたことで、2024年までに建設計画を提出しないとライセンスが取り消しになることから検討の緊急性が高まった。この後、クラブおよび自治体は、既存スタジアムの改修計画とスタジアム新設計画の間で揺れ動くことになる。
盛岡市の関係者はNHK盛岡放送局の取材に対して「（盛岡南公園内に整備中の）野球場のことを考えると建設費用は100億円前後は考えられる」「いわぎんスタジアムを改修するにしても、結果的に費用は新たに作った場合と変わらないのでは」と述べた上で、県の担当課長共々クラブがスタジアムの構想を示すべきとの見解を述べた。これに対し、当時の代表の坂本達朗はスタジアムの新設を念頭に「交通アクセスが良く1万5千人以上収容できるスタジアムで全天候型」「一番の希望は盛岡駅周辺の土地に建設したい」との希望を示した。
計画提出期限の1年前に当たる2023年6月の岩手めんこいテレビのクラブに対する取材では、いわぎんスタジアムの改修を軸として検討し、想定費用は55億円程度であった。国からの補助金も想定しつつ、自治体からの負担同意を得なければならず、当時の代表の秋田豊は「県民の皆さんにスタジアムの必要性を感じ声を上げてほしい」と県民に対して訴えた。
クラブは2023年7月にJリーグライセンス基準を充足するスタジアムについての検討会を立ち上げ、その初会合で秋田は「スタジアムのライセンス基準は今後、盛岡などの人口が多くない地方都市は（収容人員規定の）緩和が見込まれる可能性がある」として、収容人員を8500人程度の規模を想定し、そのうえでいわスタの2面あるグラウンドのうちの1面を増築・改修し、総工費45億円程度、その一部を企業版ふるさと納税の制度を生かすとともに、岩手県や盛岡市にも要請を求めるとした。だが改修費の見通しは立たずに進展はなかった。なお、前述のようにJリーグの収容人数規定は条件付きで5,000人まで緩和された。
2023年度のJリーグライセンスは、特例規定を生かしたJ1ライセンスを申請し、2022年9月27日付でそれが認められた が、「いわぎんスタジアムの屋根の敷設率がJリーグ基準を満たしていない」ため、2022年11月30日までに書面にて改善策を提出するように求める、制裁付きとなった。
その後Jリーグと運営会社・いわてアスリートクラブとの協議により、2024年6月とされていたスタジアムの整備計画のJリーグへの提出期限が2025年6月まで延長された。

### JFL降格と議論の先送り
2024年にJ3リーグ最下位となってJFLに降格したため、Jリーグに計画を提出する必要がなくなったが、Jリーグからは再加入の条件として屋根の増設など改修費用を増大させる追加条件を示され、新スタジアム建設も視野に入れて計画を見直すこととなった。議論は一度白紙に戻し、2025年度に新社長・坂本太樹を中心とする新メンバーによって議論、候補地の見直しを図ることになった。だがその後、クラブはJリーグ復帰を最優先するとし、スタジアム問題を先送りして協議委員会も廃止した。

### 秋田豊シート
2023年よりホームゲームでは「秋田豊シート」を販売し、元日本代表でもある現社長の解説付きという付加価値を加えた新席種を導入。

### いわて一岩10000人プロジェクト
上記の通り、固定席が少なく、J3は基よりJリーグ全体でも観客動員最下位に陥っていることから、いわスタでの主管試合の最高動員数（3590人）を上回れるよう、2024年9月のいわスタでの主管3試合で、合計1万人以上の動員を目指す「いわて一岩1万人プロジェクト」 を企画した。
しかし、9月1日のカマタマーレ讃岐戦が2087人、同15日のヴァンラーレ八戸戦は1763人の合計3850人にとどまり、キャンペーン最終の9月29日のギラヴァンツ北九州戦では1万人動員に6150人以上が必要だが、現状では仮設席の設置、ないしは別会場の調達ができない限りそこまで集客することができないため、事実上1万人動員達成が不可能となり、プロジェクトは失敗となった。

## タイトル・表彰

### リーグ戦
- 東北社会人サッカーリーグ1部：6回
  - 2005, 2007, 2008, 2009, 2010, 2013
- 東北社会人サッカーリーグ2部北リーグ：1回
  - 2004
- J3リーグフェアプレー賞：3回
  - 2015, 2016, 2017

### その他
- 全国地域サッカーリーグ決勝大会：1回
  - 2013
- 岩手県サッカー選手権大会（兼天皇杯岩手県予選）：14回
  - 2005, 2008-2019, 2021
- 東北総合体育大会（兼国体東北予選）：2回
  - 2013, 2015

### 個人
東北リーグ1部
- 得点王
  - 2005年 原田太
  - 2007年 佐々木健治（17得点）
  - 2008年 加藤浩史（18得点）
  - 2009年 加藤浩史（23得点）
  - 2012年 佐藤幸大（14得点）

## ユニフォーム

### チームカラー
- ホワイト、    レッド、    ブラック

### ユニフォームスポンサー
| 掲出箇所   | スポンサー名                      | 表記          | 掲出年      | 備考                                                                        |
| ---------- | --------------------------------- | ------------- | ----------- | --------------------------------------------------------------------------- |
| 胸         | NOVA                              | NOVA          | 2020年 -    |                                                                             |
| 鎖骨       | アサノ通運                        | アサノ通運    | 2022年 -    | 左側に表記                                                                  |
| 鎖骨       | ワイズマン                        | wiseman       | 2022年3月 - | 右側に表記                                                                  |
| 背中上部   | 日盛ハウジング                    | パルコホーム  | 2020年 -    | 2007年 - 2019年は胸                                                         |
| 背中下部   | 小島電機工業                      | KOJIMA        | 2023年 -    |                                                                             |
| 袖         | ケイアイエヌ                      | TRANSPORT KIN | 2023年 -    | 左側に表記                                                                  |
| パンツ前面 | セイア                            | セイア        | 2024年 -    |                                                                             |
| パンツ背面 | 医療法人敬星会 二宮内科クリニック | NNC           | 2022年 -    | 2018年 - 2021年は鎖骨右側 2018年は「医療法人敬星会 二宮内科クリニック」表記 |

### ユニフォームサプライヤーの遍歴
- 2004年：プーマ
- 2005年 - 2006年：ミズノ
- 2007年 - 2010年：アシックス
- 2011年 - 2016年：スボルメ
- 2017年 - 2021年：アンダーアーマー
- 2022年[52] - 2024年[53]：ケレメ
- 2025年[54] - 現在：アンブロ

### 歴代ユニフォーム
| FP 1st | FP 1st | FP 1st | FP 1st | FP 1st |
| ------ | ------ | ------ | ------ | ------ |
| 2015   | 2016   | 2017   | 2018   | 2019   |
| 2020   | 2021   | 2022   | 2023   | 2024   |
| 2025 - |        |        |        |        |
|        |        |        |        |        |

| FP 2nd | FP 2nd | FP 2nd | FP 2nd | FP 2nd |
| ------ | ------ | ------ | ------ | ------ |
| 2015   | 2016   | 2017   | 2018   | 2019   |
| 2020   | 2021   | 2022   | 2023   | 2024   |
| 2025 - |        |        |        |        |
|        |        |        |        |        |

| 2021 3rd | 2024 · 創設20周年記念 |
|          |                       |

### 歴代ユニフォームスポンサー表記
| 年度 | 箇所         | 箇所       | 箇所                              | 箇所                    | 箇所                      | 箇所                      | 箇所               | 箇所       | サプライヤー |
| 年度 | 胸           | 鎖骨左     | 鎖骨右                            | 背中上部                | 背中下部                  | 袖                        | パンツ前面         | パンツ背面 | サプライヤー |
| 2004 | 東日本ハウス | 解禁前     | 解禁前                            | いわちく                | 解禁前                    | 銀河高原ビール            | ホテル東日本       | 解禁前     | PUMA         |
| 2005 | 東日本ハウス | 解禁前     | 解禁前                            | JA全農いわて            | 解禁前                    | 佐々木皮膚科              | -                  | 解禁前     | Mizuno       |
| 2006 | 山忠ホーム   | 解禁前     | 解禁前                            | JA全農いわて            | 解禁前                    | タルトタタン              | -                  | 解禁前     | Mizuno       |
| 2007 | パルコホーム | 解禁前     | 解禁前                            | JA全農いわて            | 解禁前                    | タルトタタン              | -                  | 解禁前     | asics        |
| 2008 | パルコホーム | 解禁前     | 解禁前                            | タケダスポーツ          | 解禁前                    | タルトタタン              | -                  | 解禁前     | asics        |
| 2009 | パルコホーム | 解禁前     | 解禁前                            | JA全農いわて            | 解禁前                    | タルトタタン              | -                  | 解禁前     | asics        |
| 2010 | パルコホーム | 解禁前     | 解禁前                            | JA全農いわて            | 解禁前                    | タルトタタン              | - / 巖手屋         | 解禁前     | asics        |
| 2011 | パルコホーム | 解禁前     | 解禁前                            | JA全農いわて            | 解禁前                    | タルトタタン              | 巖手屋             | 解禁前     | svolme       |
| 2012 | パルコホーム | 解禁前     | 解禁前                            | JA全農いわて            | 解禁前                    | タルトタタン              | 巖手屋             | 解禁前     | svolme       |
| 2013 | パルコホーム | 解禁前     | 解禁前                            | JA全農いわて / 花巻温泉 | 解禁前                    | タルトタタン              | 巖手屋             | 解禁前     | svolme       |
| 2014 | パルコホーム | 解禁前     | 解禁前                            | -                       | 解禁前                    | 岩手県北バス 岩手県北観光 | - / Parc Ave.      | 解禁前     | svolme       |
| 2015 | パルコホーム | 解禁前     | 解禁前                            | RISE                    | 解禁前                    | 岩手県北バス 岩手県北観光 | -                  | 解禁前     | svolme       |
| 2016 | パルコホーム | 解禁前     | 解禁前                            | 岩手日報                | RISE                      | 岩手県北バス 岩手県北観光 | チョコ南部 PREMIUM | 解禁前     | svolme       |
| 2017 | パルコホーム | 解禁前     | 解禁前                            | -                       | - / 薬王堂                | - / 黄金の國、いわて      | -                  | 解禁前     | Under Armour |
| 2018 | パルコホーム | -          | 医療法人敬星会 二宮内科クリニック | 陽だまり工房            | 薬王堂                    | 黄金の國、いわて          | -                  | 解禁前     | Under Armour |
| 2019 | パルコホーム | 福田パン   | NNC                               | 陽だまり工房            | 薬王堂                    | 黄金の國、いわて          | ㍿パーツ産業       | 解禁前     | Under Armour |
| 2020 | NOVA         | 福田パン   | NNC                               | パルコホーム            | 薬王堂                    | -                         | ㍿パーツ産業       | -          | Under Armour |
| 2021 | NOVA         | 福田パン   | NNC                               | パルコホーム            | バウエモ世界              | 薬王堂                    | ㍿パーツ産業       | -          | Under Armour |
| 2022 | NOVA         | アサノ通運 | - / wiseman                       | パルコホーム            | バウエモ世界 CREATE GROUP | - / net price             | ㍿パーツ産業       | NNC        | KELME        |
| 2023 | NOVA         | アサノ通運 | wiseman                           | パルコホーム            | KOJIMA                    | TRANSPORT KIN             | -                  | NNC        | KELME        |
| 2024 | NOVA         | アサノ通運 | wiseman                           | パルコホーム            | KOJIMA                    | TRANSPORT KIN             | セイア             | NNC        | KELME        |

## 下部組織

### アカデミー
2005年に創設され、高校生年代のユース（U-18）、中学生年代のジュニアユース（U-15）、小学生年代のジュニア（U-12）を保有している。

#### U-18
2013年、育成組織の一貫指導体制の強化、Jリーグ準加盟及びJリーグクラブライセンスの取得を目的とし設立。岩手県のクラブユースチーム（U-18）はヴェルディ花巻（現在は活動休止中）、水沢ユナイテッドFCに次いで3チーム目。
| 年度 | 所属     | リーグ戦 | リーグ戦 | リーグ戦 | リーグ戦 | リーグ戦 | リーグ戦 |                     | カップ戦      | カップ戦  |
| 年度 | 所属     | 試合     | 勝点     | 勝       | 分       | 敗       | 順位     | クラブユース 選手権 | Jユースカップ |           |
| ---- | -------- | -------- | -------- | -------- | -------- | -------- | -------- | ------------------- | ------------- | --------- |
| 2013 | 岩手3部  |          |          |          |          |          |          |                     | 東北予選敗退  | -         |
| 2014 | 岩手3部  | 10       | 27       | 9        | 0        | 1        | 優勝     |                     | 東北予選敗退  | -         |
| 2015 | 岩手2部A | 14       | 12       | 4        | 0        | 8        | 8位      |                     |               | 1回戦敗退 |
| 2016 | 岩手2部B | 14       | 10       | 3        | 1        | 10       | 7位      |                     |               | 1回戦敗退 |
| 2017 | 岩手3部  | 14       | 38       | 12       | 2        | 0        | 優勝     |                     |               | 1回戦敗退 |
| 2018 | 岩手2部  | 14       | 37       | 12       | 1        | 1        | 優勝     |                     |               | 1回戦敗退 |
| 2019 | 岩手1部  | 14       | 16       | 4        | 4        | 6        | 6位      |                     |               | 1回戦敗退 |

#### U-15
2010年、JFA 全日本U-15フットサル大会に出場。2012年、岩手県U-15サッカーリーグ1部優勝。
| 年度 | 所属    | リーグ戦 | リーグ戦 | リーグ戦 | リーグ戦 | リーグ戦 | リーグ戦 |                     | カップ戦       | カップ戦       | カップ戦 |
| 年度 | 所属    | 試合     | 勝点     | 勝       | 分       | 敗       | 順位     | クラブユース 選手権 | 高円宮杯       | プレミアカップ |          |
| ---- | ------- | -------- | -------- | -------- | -------- | -------- | -------- | ------------------- | -------------- | -------------- | -------- |
| 2009 | 岩手2部 | 7        | 21       | 7        | 0        | 0        | 優勝     |                     |                | 東北予選敗退   |          |
| 2010 | 岩手1部 | 7        | 15       | 5        | 0        | 2        | 4位      |                     |                |                |          |
| 2011 | 岩手1部 | 7        | 15       | 5        | 0        | 2        | 3位      |                     |                |                |          |
| 2012 | 岩手1部 | 14       | 32       | 10       | 2        | 2        | 優勝     |                     | 東北予選敗退   |                |          |
| 2013 | 岩手1部 |          |          |          |          |          |          | 岩手県予選敗退      |                |                |          |
| 2014 | 岩手1部 | 14       | 30       | 10       | 0        | 4        | 2位      | 岩手県予選敗退      |                |                |          |
| 2015 | 北東北  | 18       | 4        | 1        | 1        | 16       | 9位      |                     | 東北予選敗退   |                |          |
| 2016 | 岩手1部 | 14       | 34       | 11       | 1        | 2        | 優勝     |                     | 東北予選敗退   |                |          |
| 2017 | 北東北  | 14       | 19       | 6        | 1        | 7        | 5位      |                     | 岩手県予選敗退 | 東北ベスト4    |          |
| 2018 | 北東北  | 14       | 7        | 1        | 4        | 9        | 8位      |                     |                | 東北予選敗退   |          |

#### U-12
2013年、ダノンネーションズカップ in JAPAN東北予選で優勝して、同全国大会に出場。2017年、JFA 全日本U-12フットサル選手権大会に出場。

### サッカースクール
サッカー及びスポーツの普及を目的とし、県内9ヵ所（盛岡市、八幡平市、雫石町）に小学生や就学前児を対象にしたサッカースクールを開講。2012年からは盛岡市限定での開催となっているが大人向けのサッカースクールも開講している。

### セカンドチーム
2005年に「グルージャ・ヒストリア」として発足し、岩手県リーグ3部に参入。のち「グルージャ盛岡イストリア」に改称。2009年に東北リーグ2部北へ昇格したが、人数不足のため2010年3月24日をもって解散した。
| 年度 | 所属      | 順位 | 勝点 | 試合 | 勝 | 分 | 敗 | 得 | 失 | 差  | 天皇杯     | 監督   |
| ---- | --------- | ---- | ---- | ---- | -- | -- | -- | -- | -- | --- | ---------- | ------ |
| 2005 | 岩手県3部 | 2位  | 22   | 10   | 7  | 1  | 2  | 46 | 13 | +33 | 県予選敗退 |        |
| 2006 | 岩手県2部 | 3位  | 10   | 14   | 3  | 5  | 2  | 31 | 28 | +8  | 県予選敗退 |        |
| 2007 | 岩手県2部 | 優勝 | 27   | 10   | 9  | 0  | 1  | 40 | 12 | +28 | 県予選敗退 |        |
| 2008 | 岩手県1部 | 優勝 | 28   | 10   | 9  | 1  | 0  | 49 | 12 | +37 | 県予選敗退 |        |
| 2009 | 東北2部北 | 5位  | 16   | 14   | 4  | 3  | 7  | 21 | 33 | -12 | 県予選敗退 | 村田大 |

## 経営関連

### 元役員による資金不正流用
2016年9月2日、当時の代表取締役副社長が同年3-8月にクラブの運営資金を不正に私的流用していたと発表。合わせて副社長が8月25日の取締役会で経緯を説明した上で同職の辞表を提出しクラブが受理したことを公表した。
最終的に私的流用額は5,000万円に上り（元副社長の経営する会社の運転資金に充当）、うち元副社長からの貸付金と弁済費用を除いた2,404万円が回収不能になったことが11月16日までに明らかとなった。10月にJリーグはJ3ライセンス発給を継続審議とした が、11月16日に譴責と制裁金を課した 上で、J3ライセンスを交付した。
なお、この元副社長は2017年5月に業務上横領の容疑で岩手県警察に逮捕され、刑事事件において一審の盛岡地方裁判所は懲役2年6月の実刑判決を下した ものの、二審の仙台高等裁判所は一審の判決を破棄した上で、懲役3年（執行猶予4年）の執行猶予つき判決を下した。

### NOVAホールディングスによる経営参入
2019年10月22日付で、パルコホールディングス が保有していたいわてアスリートクラブ（いわてグルージャ盛岡運営会社）の51.0%の株式を、外国語教室事業のNOVAなどを傘下に持つNOVAホールディングスへの譲渡契約が締結された。これに伴いNOVAホールディングスが同社の筆頭株主となり経営権を取得した。

## メディア

### テレビ
NHK盛岡放送局
- おばんですいわて（いわスポ内「VIVA グルージャ」のコーナー）

テレビ岩手
- グルージャRUSH 土曜 16:55 - 17:00

岩手めんこいテレビ
- 南部ダービー（ヴァンラーレ八戸戦生中継、青森テレビとの共同制作）
- mitスーパーニュース→mitみんなのニュース→mitプライムニュース→mit Live News（「Mスポ」）
- GO!GO!!GRULLA（2005年 - 2011年）
- グルージャTV 日曜 17:25 - 17:30→火曜 21:54 - 22:00（2020年3月1日 - ）

岩手朝日テレビ
- KICK OFF! IWATE 土曜 10:55 - 11:15

### ラジオ
IBC岩手放送
- 浅見智のじゃじゃスポ 月曜 18:20 - 18:30

エフエム岩手
- やるJ!グルージャ 月曜 19:00 - 19:30
- GRULLA クルージャ!（2010年）
- 行くJ!グルージャ（2011年 - 2013年）

ラヂオもりおか
- Foot Jam 金曜 20:00 - 20:30

### 新聞
- 岩手日報
  - グルージャ盛岡
- 盛岡タイムス
- 読売新聞岩手県版